# 돌로레스 클레이븐
돌로레스 클레이븐(Dolores Claiborne)은 미국에서 제작된 테일러 핵포드 감독의 1995년 범죄, 드라마, 미스터리, 스릴러 영화이다. 캐시 베이츠 등이 주연으로 출연하였고 테일러 핵포드 등이 제작에 참여하였다.

## 줄거리
1995년 메인 주의 작은 섬에서, 돌로레스 클레이본은 부분 마비된 노인 베라 도노반을 간병하며 살고 있다. 어느 날 오후, 두 사람 사이에 다툼이 벌어지고 베라가 계단에서 굴러 떨어진다. 부엌을 어지럽히던 돌로레스는 우편배달부에게 목격되고, 베라는 사망한다. 마을 경찰은 살인 사건 수사에 착수한다. 돌로레스와 소원했던 딸 셀레나는 뉴욕에서 기자로 일하고 있지만, 우울증과 약물 남용으로 힘겨운 시간을 보내고 있다. 그녀는 어머니를 돕기 위해 고향으로 돌아오지만, 어머니의 무죄를 확신하지 못한다. 돌로레스는 베라를 죽이지 않았다고 주장하지만, 18년 전 남편을 살해했다는 의혹 때문에 마을 사람들은 그녀를 믿지 않는다. 사건 담당 형사 매키는 과거 돌로레스의 남편 살인 사건을 담당했던 형사로, 그녀를 다시 감옥에 넣으려 한다.
1975년, 돌로레스는 딸 셀레나의 교육비를 마련하기 위해 베라의 집에서 일한다. 그러던 중, 남편 조가 셀레나를 성추행하고 있다는 사실을 알게 된다. 돌로레스는 돈을 찾아 도망가려 하지만, 조가 이미 돈을 훔쳐간 후였다. 돌로레스는 베라에게 이 사실을 털어놓고, 베라는 자신의 남편을 교통사고로 위장해 살해했다는 이야기를 한다. 이 고백은 두 여인 사이에 유대감을 형성하고, 돌로레스는 스스로 상황을 해결하기로 결심한다.
돌로레스는 베라가 자살을 시도하며 계단에서 스스로 굴렀고, 고통에서 벗어나도록 도와달라고 애원했다고 주장한다. 그러나 매키는 베라가 돌로레스에게 막대한 재산을 남겼다는 유언장 때문에 그녀의 말을 믿지 않는다. 돌로레스와 셀레나는 과거 조의 학대 문제로 다투고, 셀레나는 집을 나선다. 
회상 장면에서 돌로레스는 술에 취한 조에게 딸을 성추행했다는 사실과 돈을 훔쳤다는 것을 알고 격분한다. 돌로레스는 조를 우물로 유인해 추락사시킨다. 돌로레스가 남긴 녹음테이프를 듣던 셀레나는 억눌렸던 기억을 떠올리게 된다. 페리에서 아버지에게 성추행을 당했던 기억이 떠오르자, 셀레나는 모든 것을 깨닫고 돌로레스를 돕기 위해 급히 돌아온다.
매키는 돌로레스를 살인죄로 기소하기 위해 배심원단에 보내려 하지만, 셀레나는 매키에게 증거가 없으며 개인적인 복수심 때문에 사건을 조작하려 한다고 반박한다. 또한 베라와 돌로레스는 폭풍우 같은 관계였지만 서로 사랑했다고 말한다. 결국 매키는 기소를 포기하고, 돌로레스와 셀레나는 화해한다. 셀레나는 뉴욕으로 돌아가기 전 돌로레스와 작별한다.

## 출연

### 주연
- 캐시 베이츠
- 제니퍼 제이슨 리

### 조연
- 크리스토퍼 플러머
- 데이빗 스트라탄
- 주디 파핏
- 존 C. 라일리
- 에릭 보고시안

## 제작진
- 원작자: 스티븐 킹
- 협력프로듀서: 지나 브럼멘펠드
- 협력프로듀서: 마이클 켈리
- 미술: 브루노 루베오
- 세트: 스티브 쉐척
- 의상: 샤이 컨리프
- 배역: 낸시 클로퍼